# سیکلوفسفامید
سیکلوفسفامید (به انگلیسی: Cyclophosphamide) یکی از موفق‌ترین و پرمصرف‌ترین داروهای شیمی‌درمانی در درمان سرطان‌هاست. سیکلوفسفامید در ترکیب با سایر داروهای شیمی‌درمانی برای درمان سرطان‌های مختلفی از جمله سرطان پستان، تومورهای لنفوئیدی و بدخیمی‌های کودکان استفاده می شود. همچنین به عنوان سرکوب کننده سیستم ایمنی در بیماری‌های خودایمن و پیوند عضو کاربرد دارد.
رده درمانی: داروهای ضدنئوپلاسم آلکیله کننده
اشکال دارویی: آمپول

## موارد مصرف
سیکلوفسفامید برای درمان سرطان‌ها مانند بسیاری از انواع سرطان‌های خون مانند لوسمی و لنفوم و سرطان مثانه،آدنوکارسینومای تخمدان، سرطان پستان، ریه، آندومتر ،نوروبلاستوم، رتینوبلاستوم، سارکوم یوئینگ و تومور ویلمز تجویز می‌شود.برای درمان بیماری‌های خودایمنی و عوارض شدید خارج مفصلی آرتریت روماتوئید مانند عوارض ریوی، چشمی و واسکولیت نیزممکن است سیکلوفسفامید تجویزشود.

## مکانیسم اثر
سیکلوفسفامید با آلکیله کردن DNA مانند سایر عوامل آلکیله‌کننده یک گروه آلکیل (CnH2n+1) را به مولکول DNA پیوند میدهد و با این روش مانع همانندسازی DNA می‌شود.

## عوارض جانبی
قلبی عروقی: مسمومیت قلبی (در دوزهای بالا).خونی: ترومبوسیتوپنی، لکوپنی، پان‌سیتوپنی، مهار مغز استخوان، لوسمی میلوئید حاد. گوارشی: تهوع، استفراغ، اسهال، کاهش وزن، کولیت، مسمومیت کبدی.
ادراری تناسلی: سیستیت هموراژیک، خون در ادرار، نئوپلاسم، آمنوره، آزوسپرمی، ناتوانی جنسی،فیبروز تخمدان. پوست: آلوپسی، درماتیت، پیگمانتاسیون بستر ناخن‌ها، خطوط برجسته و متقاطع ناخن.
تنفسی: فیبروز ریوی بینابینی، آمبولی، ادم ریوی. اندوکرین: سندرم ترشح نامتناسب ADH.
سیستم عصبی مرکزی: سردرد: سرگیجه.